# (2056) Нэнси
(2056) Нэнси (англ. Nancy) — типичный астероид главного пояса, который принадлежит к светлому спектральному классу S. Он был обнаружен 30 марта 1910 года американским астрономом Джозефом Хелффричем в Гейдельбергской обсерватории и назван в честь жены английского астронома Брайана Марсдена — Нэнси Марсден.

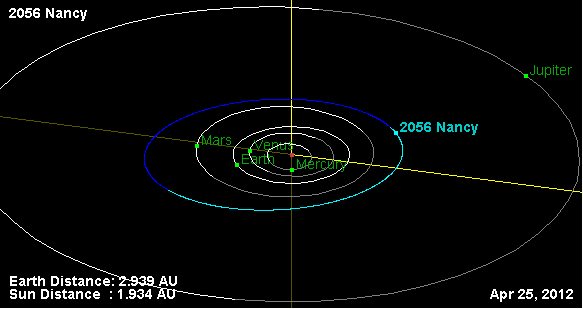
Орбита астероида Нэнси и его положение в Солнечной системе